# ロバート・カミングス
ロバート・カミングス（Robert Cummings、1910年6月9日 - 1990年12月2日）は、アメリカ・ミズーリ州出身の俳優。ボブ・カミングス（Bob Cummings）の表記もある。
日本ではアルフレッド・ヒッチコック監督作品『逃走迷路』（1942年）と『ダイヤルMを廻せ!』（1954年）の2作品で知られるが、万年青年イメージのルックスを活かしたコメディ映画への出演が多い。

## 来歴
1910年、外科医であるチャールズ・クラレンス・カミングスの息子として生まれる。高校生の時より、代父（名付け親、godfather）であるオーヴィル・ライトから飛行の手ほどきを受けた。
1931年、ブロードウェイデビュー。英国人俳優がもてはやされていたことから、イングランドに渡り、上流階級のアクセントを学び、更に英国人風に見せるために芸名を「ブレイド・スタンホープ・コンウェイ（Blade Stanhope Conway）」とする。
1934年、ハリウッドに渡り、芸名を「ブルース・ハッチェンス（Bruce Hutchens）」とするが、その後、本名の「ロバート・カミングス」に変更する。1939年、『庭の千草』で主演のディアナ・ダービンの相手役を演じて一躍スターとなる。その後多くのコメディ映画に出演。
1942年、第二次世界大戦に陸軍航空隊として従軍。
1952年、テレビでの活動を開始。1954年に放送されたテレビドラマ『十二人の怒れる男（Twelve Angry Men）』（CBS）の演技でプライムタイム・エミー賞ミニシリーズ/テレビ映画部門主演男優賞を受賞。また、1955年から1959年まで放送された、自身が毎回主演を務めるシリーズ『The Bob Cummings Show』（NBC）はヒットとなり、1961年から1962年までCBSでも再度制作された。
1955年、『ディズニーランド（Disneyland）』（ABC）にリポーターとして特別出演。アート・リンクレターやロナルド・レーガンと共に、開園初日のディズニーランドの模様を生放送で伝えた。なお、1986年にも同シリーズのスペシャル番組で司会を務めたほか、1990年にはディズニーランド開園35周年の特別番組に出演した。これが生前最後のメディア出演となった。
1990年、腎不全により死去。

## 主な出演作品

### 映画

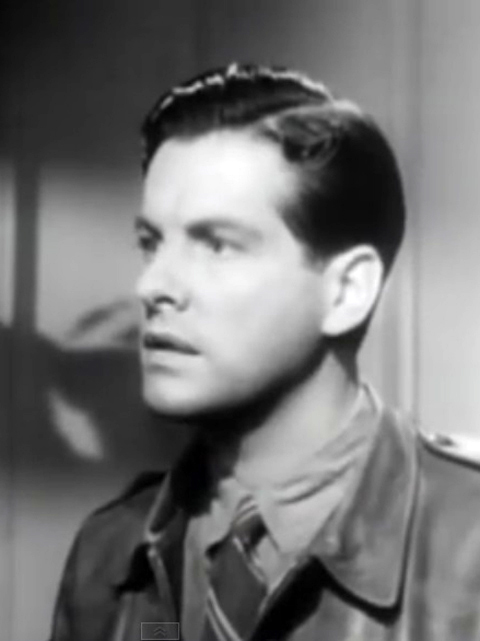
『逃走迷路』（1942年）より

| 公開年 | 邦題 原題                                                      | 役名                       | 備考       |
| ------ | -------------------------------------------------------------- | -------------------------- | ---------- |
| 1935   | 薔薇は何故紅い So Red the Rose                                 | ジョージ・ペンドルトン     |            |
| 1936   | 忘れられた顔 Forgotten Faces                                   | クリントン・ファラデイ     |            |
| 1936   | 空中非常線 Border Flight                                       | ボブ・ディクソン           |            |
| 1936   | ハリウッド大通り Hollywood Boulevard                           | ジェイ・ウォレス           |            |
| 1936   | 影なき魔手 The Accusing Finger                                 | ジミー・エリス             |            |
| 1936   | 麗人遁走曲 Hideaway Girl                                       | マイク・ウィンスロー       |            |
| 1937   | マドリッド最終列車 The Last Train from Madrid                  | フアン・ラモス             |            |
| 1937   | 海の魂 Souls at Sea                                            | ジョージ・マーティン       |            |
| 1937   | 新天地 Wells Fargo                                             | ダン・トリムボール         |            |
| 1938   | カレッジ・スイング College Swing                               | ラジオ・アナウンサー       |            |
| 1938   | 真人間 You and Me                                              | ジム                       |            |
| 1938   | テキサス人 The Texans                                          | アラン・サンフォード       |            |
| 1939   | 庭の千草 Three Smart Girls Grow Up                             | ハリー                     |            |
| 1939   | 青い制服 The Under-Pup                                         | デニス                     |            |
| 1940   | 青きダニューヴの夢 Spring Parade                               | ハリー・マーテン           |            |
| 1941   | マイアミの月 Moon Over Miami                                   | ジェフ・ボルトン2世        |            |
| 1942   | 嵐の青春 Kings Row                                             | パリス・ミッチェル         |            |
| 1942   | 逃走迷路 Saboteur                                              | バリー・ケイン             |            |
| 1943   | 提督の館 Forever and a Day                                     | ネッド・トリンブル         |            |
| 1943   | カナリヤ姫 Princess O'Rourke                                   | エディ・オローク           |            |
| 1943   | 肉體と幻想 Flesh and Fantasy                                   | マイケル                   |            |
| 1945   | 大空に駈ける恋 You Came Along                                  | ボブ・コリンズ             |            |
| 1946   | ザ・チェイス The Chase                                         | チャック・スコット         |            |
| 1947   | 天使も楽じゃない Heaven Only Knows                             | マイク                     |            |
| 1948   | 眠りの館 Sleep, My Love                                        | ブルース・エルコット       |            |
| 1948   | キッスタイム Let's Live a Little                               | クロフォード               | 製作・出演 |
| 1949   | 美しき被告 The Accused                                         | ウォレン・フォード         |            |
| 1949   | 秘密指令（恐怖時代） Reign of Terror                           | チャールズ                 |            |
| 1950   | 不倫の報酬 Paid in Full                                        | ビル・プレンティス         |            |
| 1954   | ダイヤルMを廻せ! Dial M for Murder                             | マーク・ハリデイ           |            |
| 1962   | 青い目の蝶々さん My Geisha                                     | ボブ・ムーア               |            |
| 1963   | ビーチ・パーティ/やめないで、もっと! Beach Party               | Sutwell                    |            |
| 1964   | 大いなる野望 The Carpetbaggers                                 | ダン・ピアース             |            |
| 1964   | 何という行き方! What a Way to Go!                              | ヴィクター・ステファンソン |            |
| 1965   | のぞき Promise Her Anything                                    | フィリップ                 |            |
| 1966   | 駅馬車 Stagecoach                                              | ヘンリー・ゲートウッド     |            |
| 1967   | ドラゴン捜査網 Five Golden Dragons                             | ボブ・ミッチェル           |            |
| 1973   | ミス・アメリカン・コンテスト The Great American Beauty Contest | ダン・カーソン             | テレビ映画 |

### テレビシリーズ

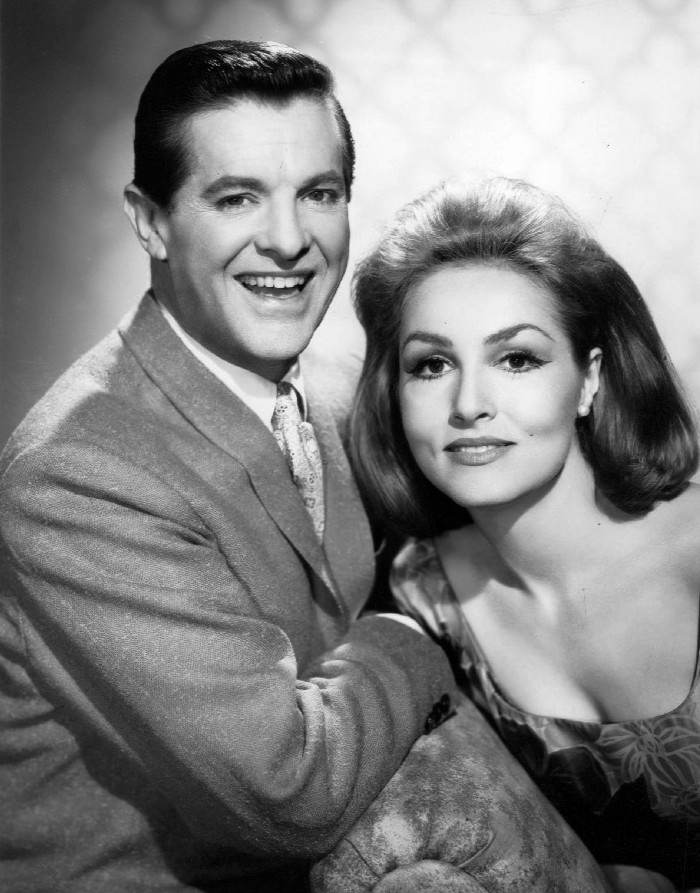
テレビシリーズ『ホクロにご用心』（1954年）より、ジュリー・ニューマー（右）と

| 放映年    | 邦題 原題                                     | 役名                                | 備考         |
| --------- | --------------------------------------------- | ----------------------------------- | ------------ |
| 1954      | 十二人の怒れる男 Twelve Angry Men             | 陪審員8                             |              |
| 1964      | 大冒険 The Great Adventure                    | ベンジャミン・ウォーターハウス      | 1エピソード  |
| 1964-1965 | ホクロにご用心 My Living Doll                 | ロバート・マクドナルド              | 21エピソード |
| 1969      | いたずら天使 The Flying Nun                   | ウォルター・ラーソン                | 1エピソード  |
| 1969-1973 | アメリカ式愛のテクニック Love, American Style |                                     | 3エピソード  |
| 1970      | 農園天国 Green Acres                          | モート・ワーナー                    | 1エピソード  |
| 1970      | 略奪された100人の花嫁 Here Come the Brides    | ジャック                            | 1エピソード  |
| 1971      | がんばれアーニー三等重役 Arnie                | ホリングスワース                    | 1エピソード  |
| 1971      | 奥さまは魔女 Bewitched                        | ロナルド・バークレイ                | 1エピソード  |
| 1972-1973 | 陽気なルーシー Here's Lucy                    | ボブ・コリンズ ロバート・ヘニングス | 2エピソード  |
| 1979      | ラブ・ボート The Love Boat                    | エリオット・スミス                  | 1エピソード  |

## その他
- ハリウッド・ウォーク・オブ・フェームに名前が刻まれている。
- 後にアメリカ合衆国大統領となった俳優ロナルド・レーガンの友人である。
- 1961年（昭和36年）、『青い目の蝶々さん』のロケのために来日している。